# Festival de Música Renaixentista i Barroca de Vélez-Blanco

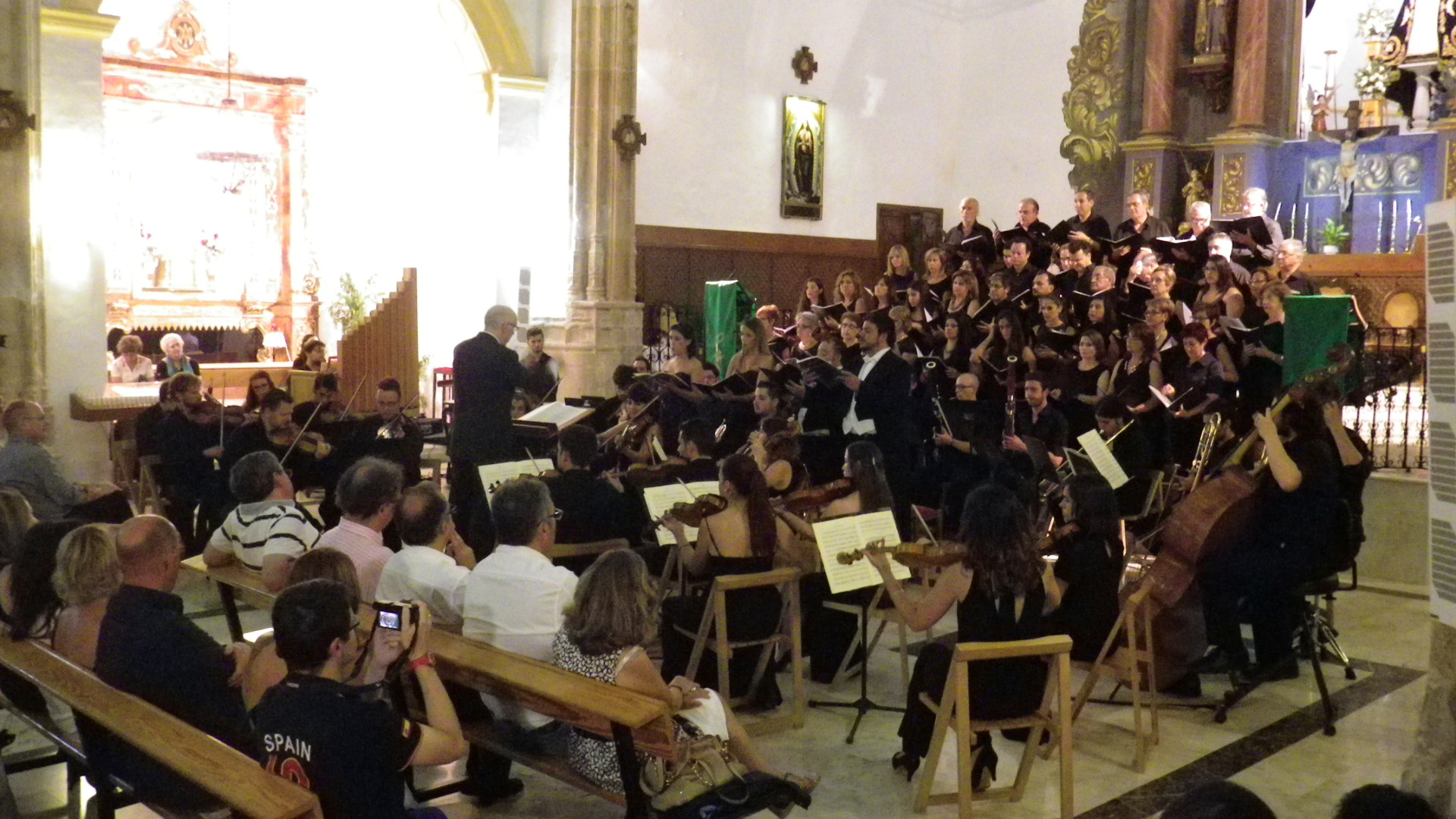
Orquestra Ciutat d'Almería i Coral Verge del Mar d'Almeria durant el XIII Festival (2014).

El Festival de Música Renaixentista i Barroca de Vélez-Blanco és una trobada de música especialitzada en el Renaixement i el Barroc que se celebra a la localitat de Vélez-Blanco, província d'Almeria (Andalusia, Espanya) durant l'estiu.

## Història
Fundat l'any 2002, inclou concerts de música renaixentista i barroca, tallers especialitzats per a alumnes de música (cant, polifonia, sacabutx, clau, òrgan), dansa, seminaris d'Història i conferències.
Les activitats tenen lloc al Castell de Vélez-Blanco, l'Església Parroquial de Sant Jaume i en el Convent franciscà de Sant Lluís. Han intervingut agrupacions i músics tan prestigiosos com l'Orquestra Ciutat d'Almería (OCAL), la Coral Verge del Mar d'Almeria, l'Orquestra Ciutat de Granada (OCG), Orquestra Barroca catalana, Orquestra Barroca de Sevilla, al Ayre Español, Forma Antiqva, La Dispersione, Ars Combinatòria, Arpatrapo, el Ensemble Durendal, el Concert Espanyol, el violagambista Jordi Savall, el guitarrista Manuel Sánchez o les sopranos Erika Escribá Astaburuaga, Catherine Padaut, Raquel Andueza, Marta Almajano i Mariví Blasco.
L'any 2014 va comptar amb l'important suport econòmic de la Diputació d'Almeria i del Govern d'Espanya per completar el pressupost anual de prop de 100.000 euros. Són els seus directors (2014) Fernando Martínez López, catedràtic de la Universitat d'Almeria, i Leopoldo Pérez Torrecillas, professor titular del Reial Conservatori Professional de Música d'Almeria.

## Organització i patrocinis

### Organitzen
- Ajuntament de Vélez-Blanco.
- Sud Clio, grup de recerca, Universitat d'Almeria.

### Patrocinen
- Secretaria d'Estat de Cultura, Ministeri d'Educació, Cultura i Esport, Govern d'Espanya.
- Conselleria d'Economia, Innovació, Ciència i Ocupació de la Junta d'Andalusia,
- Conselleria d'Educació, Cultura i Esport de la Junta d'Andalusia i
- Conselleria de Turisme i Comerç de la Junta d'Andalusia.
- Diputació Provincial d'Almeria.
- Estratègia de Cooperació i Comunicació Cultural.

### Col·laboren
- Associació Andrés del Castillo.
- Cajamar.
- Església Parroquial de Vélez-Blanco, Bisbat d'Almeria.
- Universitat Internacional d'Andalusia.
- Conservatori Elemental de Música de Vélez-Rubio, Leopoldo Torrecillas Iglesias.
- Mil·lenni Regne d'Almeria.